# Clube Atlético Parque da Mooca
O Clube Atlético Parque da Mooca, ou simplesmente Parque da Mooca, é um clube de futebol brasileiro da cidade de São Paulo, capital do estado homônimo. Foi fundado a 26 de agosto de 1924, no bairro da Mooca. Tido como uma das mais tradicionais equipes amadoras da cidade, o Parque da Mooca experimentou seu auge na várzea paulistana entre as décadas de 1960 e 1970. Por um breve período, o clube fez uma incursão no futebol profissional e a disputar divisões menores do Campeonato Paulista no final dos anos 1970 e início dos 1980.

## História
Em 1924, membros da família Gongora, imigrantes e descendentes de espanhóis, juntaram-se a amigos para criar um time de futebol no bairro paulistano da Mooca. Com as cores preto e branco, eles fundaram o Clube Atlético Parque da Mooca em 26 de agosto daquele ano. Por conta de dificuldades iniciais, a equipe interrompeu suas atividades em 1927, tendo retornando às atividades esportivas dois anos depois.
Ainda sob o signo do amadorismo, o Parque da Mooca participou de níveis menores da liga da Associação Paulista de Esportes Atléticos, então principal entidade organizadora das competições no estado. Em 1929 e 1931, o clube disputou a Divisão Municipal dessa entidade. Nos dois anos seguintes, competiu na segunda divisão da liga, tendo sido campeão em 1932. Em 1934, o time da Mooca participou da primeira divisão da APEA, à época o segundo nível do futebol paulista.
Tendo optado por permanecer no amadorismo, o Parque da Mooca tornou-se uma das equipes mais tradicionais de São Paulo. Durante seu período áureo entre as décadas de 1960 e 1970, o clube conquistou uma vez o Campeonato Amador da Capital (1969), duas vezes o Torneio dos Campeões da Capital (1968 e 1969) e uma vez o Campeonato Amador do Estado (1969). Foi também campeão do Super Galo em 1974 e 1975 e ficou invicto por 26 partidas nesse certame varzeano.
A equipe da Mooca chegou a excursionar para a Argentina e o Uruguai em 1971 como um dos prêmios por ter vencido a Taça Ouro e Prata, competição patrocinada pela empresa de cigarros Brinkmann e cuja final foi disputada como partida preliminar do amistoso entre as seleções do Brasil e da Áustria no Estádio do Morumbi em julho daquele ano.
No final daquela década, o Parque da Mooca aventurou-se pelo futebol profissional, inscrevendo-se para disputar a quinta divisão do Campeonato Paulista. Em função de uma reestruturação na organização das divisões efetuada pela Federação Paulista de Futebol, o clube foi promovido para a Terceira divisão em 1980. Naquele mesmo ano, foi campeão da II Copa São Paulo de Futebol Profissional (atual Copa Paulista).
Contudo, com os crescentes custos para se manter uma estrutura profissional para participar da competições, o Parque da Mooca optou ainda naquela década por retornar à condição de equipe amadora no futebol de várzea paulistano.

## Estrutura
O clube possui sede social própria com três mil metros quadrados no bairro da Mooca com piscinas, ginásio poliesportivo, academia, salão de festas e lanchonete. Tem a sua disposição por comodato o Estádio Municipal CDM Parque da Mooca.

## Honrarias

### Principais títulos
- Copa Paulista: 1980
- Campeonato Paulista da APEA da Segunda Divisão: 1932
- Torneio dos Campeões da Capital da FPF: 1968 e 1969
- Campeonato Amador da Capital da FPF: 1969
- Torneio Super Galo: 1974 e 1975

### Participações no Campeonato Paulista
- Terceira divisão do Campeonato Paulista da FPF (1): 1980
- Quinta divisão do Campeonato Paulista da FPF (1): 1979
- Primeira divisão do Liga da APEA (1): 1934
- Segunda divisão da Liga da APEA (2): 1932, 1933
- Divisão municipal da Liga da APEA (2): 1929, 1931